# The Rolling Stones No.2
The Rolling Stones No.2 è il secondo album in studio del gruppo musicale britannico The Rolling Stones, pubblicato il 15 gennaio 1965.

## Storia
L'album, prodotto da Andrew Loog Oldham, venne registrato nel Regno Unito e negli Stati Uniti nel 1964. Venne pubblicato dopo 12 × 5, il secondo album del gruppo pubblicato nell'ottobre 1964 solo negli USA con il quale condivide la stessa copertina; ha molti brani in comune invece con il successivo album pubblicato poco dopo solo negli USA, The Rolling Stones, Now!.
Come The Rolling Stones non venne pubblicato in formato CD nel 1986 diversamente dagli album della discografia statunitense e non fece parte della serie di rimasterizzazione del 2002; non venne ristampato per molti anni fino a quando non venne incluso come parte di un cofanetto di vinile in edizione limitata del 2010, The Rolling Stones 1964-1969.

## Accoglienza
Nel Regno Unito rimase per 10 settimane al primo posto all'inizio del 1965, diventando uno dei dischi più venduti dell'anno. Secondo Bill Wyman nel suo libro Stone Alone: The Story of a Rock 'n' Roll Band, John Lennon disse che "L'album è fantastico, ma non mi piacciono i brani di cinque minuti".

## Brani
Similmente all'album precedente, contiene prevalentemente cover di brani rock and roll e rhythm and blues oltre a tre composizioni di Mick Jagger e Keith Richards.
La cover di Muddy Waters "I Can't Be Satisfied" non fu inclusa in nessuno degli album americani originali della band, e non fu ufficialmente pubblicata negli Stati Uniti fino al 1972 nella compilation More Hot Rocks (Big Hits & Fazed Cookies).

## Tracce
1. Everybody Needs Somebody to Love – 5:03 (Burke/Wexler/Russell)
2. Down Home Girl – 4:11 (Leiber/Butler)
3. You Can't Catch Me – 3:38 (Berry)
4. Time Is on My Side – 2:52 (Meade)
5. What a Shame – 3:03 (Jagger/Richards)
6. Grown Up Wrong – 2:03 (Jagger/Richards)
7. Down the Road Apiece – 2:55 (Don Raye)
8. Under the Boardwalk – 2:46 (Resnick/Young)
9. I Can't Be Satisfied – 3:26 (Morganfield)
10. Pain in My Heart – 2:11 (Neville)
11. Off the Hook – 2:33 (Jagger/Richards)
12. Susie Q – 1:50 (Broadwater/Lewis/Hawkins)

## Formazione
- Mick Jagger – voce, armonica a bocca, tamburello, percussioni
- Keith Richards –  chitarra, cori
- Brian Jones – chitarra, slide guitar, cori
- Bill Wyman – basso, cori
- Charlie Watts – batteria, tamburello

### Altri musicisti
- Ian Stewart – pianoforte
- Jack Nitzsche – pianoforte, tamburello
- David Thomson – cori in Off the Hook

## Classifiche
| Anno | Classifica          | Posizione |
| ---- | ------------------- | --------- |
| 1965 | New Musical Express | N. 1      |